# Eleccions al Parlament de les Illes Balears de 1983
Les Eleccions al Parlament de les Illes Balears de 1983, les primeres de la història autonòmica balear, se celebraren dia 8 de maig, juntament amb les eleccions municipals.
El panorama autonòmic, a tall d'anàlisi, era dominat per la Unió de Centre Democràtic, que havia guanyat les eleccions a Consells Insulars de 1979 i que capitanejava el Consell General Interinsular. No obstant això, la UCD es va dissoldre l'any 1983, i part de la militància ingressà a Aliança Popular, al Partit Demòcrata Popular o, com el líder de llavors, al partit acabat de fundar Unió Mallorquina (es va presentar com a coalició amb 5 membres del PDL a les seves llistes). Aquests nous partits, juntament als altres que ja s'havien presentat als consells quatre anys enrere (PSOE, PSM o el PCE)
No hi havia cap llei electoral aprovada, però l'estatut d'autonomia de 1983 fixava una distribució provisional d'escons per illa, mentre que no s'aprovàs una llei electoral pròpia. El Parlament triaria en la seva primera legislatura 54 escons. A Mallorca es triaven 30 diputats, a Menorca 12, a Eivissa 11 i a Formentera només es triava un diputat.
Els socialistes varen guanyar a les illes de Mallorca, Menorca i Formentera, però el seu avantatge respecte d'altres forces era tan minsa que l'àmplia victòria de la Coalició Popular a Eivissa proporcionà la victòria dels conservadors al conjunt d'illes
Els candidats a president del Govern varen ser:
- per Coalició Popular,[1] Gabriel Cañellas.
- pel PSOE, Félix Pons.
- per Unió Mallorquina, Jeroni Albertí.
- pel PSM, Sebastià Serra.
- pel PCIB-PCE, Josep Valero González
- pel PCOE, Jerónimo Matamalas Obrador (com a independent)
- pel CDS, Francesc Quetglas Rosanes.[2]

## Campanya electoral
Eslògans
- AP-PDP-UL: «Cañellas Fons amb tots i marxa la teva autonomia»
- PSOE: «Pel poble» i «Per un bon govern a les teves illes»
- UM: «Anam per feina»
- PSM: «Ara més que mai»

## Resultats
Els comicis varen donar els següents resultats:
| Eleccions al Parlament de les Illes Balears 8 de maig de 1983 → |         |       |        |      |
| Parlament de les Illes Balears                                  |         |       |        |      |
| Partit                                                          | Vots    | %     | Escons | Dif. |
| Coalició Popular (AP-PDP-UL)                                    | 110.922 | 35,55 | 21     |      |
| Partit Socialista Obrer Espanyol (FSB-PSOE)                     | 108.158 | 34,67 | 21     |      |
| Unió Mallorquina (UM)                                           | 47.390  | 15,19 | 6      |      |
| Partit Socialista de Mallorca (PSM)                             | 20.689  | 6,63  | 4      |      |
| Partit Demòcrata Liberal (PDL)                                  | 3.898   | 1,25  | 1      |      |
| Candidatura Independent de Menorca (CIM)                        | 3.250   | 1,04  | 1      |      |
| Partit Comunista de les Illes Balears (PCIB)                    | 7.698   | 2,47  |        |      |
| Altres formacions                                               | 8.165   | 2,62  |        |      |

A banda, es comptabilitzaren 1.837 vots en blanc, el 0,59% del total.

## Resultats per circumspcricions

### Mallorca
| ← Eleccions al Parlament de les Illes Balears, Mallorca 8 de maig de 1983 → |        |       |        |      |
| Circumscripció de Mallorca (30 escons)                                      |        |       |        |      |
| Partit                                                                      | Vots   | %     | Escons | Dif. |
| Partit Socialista Obrer Espanyol (FSB-PSOE)                                 | 88.545 | 34,59 | 11     |      |
| Coalició Popular (AP-PDP-UL)                                                | 88.068 | 34,32 | 11     |      |
| Unió Mallorquina (UM)                                                       | 47.075 | 18,41 | 6      |      |
| Partit Socialista de Mallorca (PSM)                                         | 16.927 | 6,59  | 2      |      |
| Partit Comunista de les Illes Balears (PCIB)                                | 6.524  | 2,55  |        |      |
| Centre Democràtic i Social (CDS)                                            | 6.115  | 2,14  |        |      |
| Partit Comunista Obrer Espanyol (PCOE)                                      | 1.311  | 0,49  |        |      |

Total de vots a candidatures: 254.765. A part, es varen recomptar 1.454 vots en blanc, que suposaven el 0,56% del total dels sufragis vàlids.

### Menorca
| ← Eleccions al Parlament de les Illes Balears, Menorca 8 de maig de 1983 → |        |       |        |      |
| Circumscripció de Menorca (12 escons)                                      |        |       |        |      |
| Partit                                                                     | Vots   | %     | Escons | Dif. |
| Partit Socialista Obrer Espanyol (FSB-PSOE)                                | 10.441 | 37,91 | 5      |      |
| Coalició Popular (AP-PDP-UL)                                               | 8.902  | 32,32 | 4      |      |
| Partit Socialista de Menorca (PSM)                                         | 3.732  | 13,55 | 2      |      |
| Candidatura Independent de Menorca (CIM)                                   | 3.250  | 11,80 | 1      |      |
| Partit Comunista de les Illes Balears (PCIB)                               | 432    | 1,57  |        |      |
| Altres formacions                                                          | 510    | 1,85  |        |      |

A part, es varen recomptar 278 vots en blanc, que suposaven l'1,01% del total dels sufragis vàlids.

### Eivissa i Formentera[4]
| ← Eleccions al Parlament de les Illes Balears, Eivissa 8 de maig de 1983 →   |        |       |        |      |
| Circumscripció d'Eivissa (11 escons) + Circumscripció de Formentera (1 escó) |        |       |        |      |
| Partit                                                                       | Vots   | %     | Escons | Dif. |
| Coalició Popular (AP-PDP-UL)                                                 | 13.685 | 50,50 | 6      |      |
| Partit Socialista Obrer Espanyol (FSB-PSOE)                                  | 8.701  | 32,11 | 1 + 4  |      |
| Partit Demòcrata Liberal (PDL)                                               | 3.898  | 14,38 | 1      |      |
| Partit Comunista de les Illes Balears (PCIB)                                 | 712    | 2,63  |        |      |

A part, es varen recomptar 105 vots en blanc, que suposaven el 0,39% del total dels sufragis vàlids.

## Diputats electes

### Mallorca
- Pere Gonçal Aguiló Fuster (UM‐PDL)
- Jeroni Albertí i Picornell (UM‐PDL)
- Josep Joan Alfonso i Villanueva (PSIB-PSOE)
- Gabriel Cañellas i Fons (AP‐PDP‐UL)
- Antoni Cirerol Thomàs (AP‐PDP‐UL)
- Catalina Enseñat Enseñat (AP‐PDP‐UL)
- Miquel Fiol Company (AP‐PDP‐UL)
- Encarnació Frau Bernat (PSOE)
- Antoni Garcias Coll (PSIB-PSOE)
  - Substituït per Antoni Ballester Mas (2 de setembre de 1986)
- Francesc Gilet Girart (AP‐PDP‐UL)
- Gabriel J. C. Godino i Busquets (AP‐PDP‐UL)
- José María Lafuente López (UM‐PDL)
- Jaume Llompart Salvà (AP‐PDP‐UL)
- Jaume Llull Bibiloni (PSIB-PSOE)
- Joan March Noguera (PSIB-PSOE)
- Pedro Pablo Marrero i Henning (UM‐PDL)
  - Substituït per Miquel Clar Lladó (14 de març de 1984)
- José Luis Martín i Peregrín (PSIB-PSOE)
- Andreu Mesquida Galmés (AP‐PDP‐UL)
- Josep Moll Marquès (PSIB-PSOE)
- Maria Antònia Munar i Riutort (UM‐PDL)
- Joan Nadal Aguirre (PSIB-PSOE)
- Gaspar Oliver Mut (AP‐PDP‐UL)
- Andreu París Mateu (PSOE)
- Félix Pons Irazazábal (PSOE)
  - Substituït per Pere Capó Manzano (11 de juliol de 1985)
- Damià Pons Pons (PSM)
- Antoni Roses Juaneda (UM‐PDL)
- Sebastià Serra i Busquets (PSM)
- Cristòfol Soler i Cladera (AP‐PDP‐UL)
- Joan Francesc Triay Llopis (PSOE)
- Joan Verger Pocoví (AP‐PDP‐UL)

### Menorca
- Josep Allès Serra (AP‐PDP‐UL)
- Benjamí Carreras Font (PSIB-PSOE)
- Francesc Gómez Sabrido (PSIB-PSOE)
- Joan Huguet i Rotger (AP‐PDP‐UL)
- Manuel Jaén Palacios (AP‐PDP‐UL)
- Joan Francesc López Casasnovas (PSM)
- Joan Pons Moll (PSM) (renúncia dia 27 de setembre de 1983)
  - Substituït per Ramon Orfila Pons (29 de setembre de 1983)
- Tirs Pons Pons (PSIB-PSOE)
- Fernando Saura y Manuel de Villena (AP‐PDP‐UL)
- Guillem Seguí Coll (PSIB-PSOE)
- Cristòfol Triay Humbert (Independent)
- Joaquim Vivó Cortés (PSIB-PSOE)

### Eivissa
- Carles Asensio Narcue (PSIB-PSOE)
  - Substituït per Vicent Tur Torres (10 d'abril de 1984)
- Antoni Costa Costa (PSIB-PSOE)
- Enric Fajarnés Ribas (AP‐PDP‐UL)
- Ildefons Juan Marí (PSIB-PSOE)
- Alonso Marí Calbet (PDL Eivissa)
- Antoni Marí Calbet (AP‐PDP‐UL)
- Pere Marí Torres (AP‐PDP‐UL)
- Josep Planells Roig (AP‐PDP‐UL)
- Antoni Ribas Costa (AP‐PDP‐UL)
  - Substituït per Josep Tur Serra (20 de juliol de 1984)
- Enric Ribes i Marí (PSIB-PSOE)
  - Substituït per César Hernández Soto (2 d'octubre de 1986)
- Cosme Vidal Juan (AP‐PDP‐UL)

### Formentera
- Bartomeu Ferrer i Marí (PSIB-PSOE)